# Epiphragma (Epiphragma) risorium
Epiphragma (Epiphragma) risorium is een tweevleugelige uit de familie steltmuggen (Limoniidae). De soort komt voor in het Australaziatisch gebied.